# Ann Hallenberg
Ann Hallenberg, née le 17 mars 1967, est une cantatrice suédoise, tessiture de mezzo-soprano. Elle est plus spécialement active dans le répertoire baroque.
Elle reçoit un International Opera Award en 2014 pour l'enregistrement d'un récital (Hidden Handel).

## Enregistrements
- Carnevale 1729.  Ann Hallenberg, Stefano Montanari, Il Pomo d'Oro. PENTATONE PTC 5186678 (2017).
- Considérant - Arias pour Marietta Marcolini, Rossini première muse, Stavanger Symphony Orchestra, Fabio Biondi
- Brahms Rhapsodie Pour Alto. Philippe Herreweghe, Phi.
- Franz Waxman, Joshua. James Sedares, DG[3].
- Vivaldi Il Farnace, Diego Fasolis, Virgin Classics.
- Vivaldi Orlando furioso, Christophe Spinosi, Naïf[4].
- Haendel Imeneo, Capella Augustina, Andreas Spering. cpo 2002
- Haendel Tolomeo, Alan Curtis, DG[5].

### DVD
- Haendel Ariodante, Il Complesso Barocco, dir. Alan Curtis
- Haendel Serse